# Израиль (Фёдоров)
… 45) Израиль, бывший игумен Селенгинского монастыря, Иркутской губ[ернии], с 1834 г. Заключён здесь навсегда
по высоч[айшему] повел[ению]
за введение им новой секты с учением, противным учению святой церкви и проч[ее].
Иеромонах Израиль (в миру Иван Фёдоров) (апрель 1794, Галичский уезд, Костромская губерния — 2 ноября 1862, Спасо-Преображенский Соловецкий монастырь, Соловецкие острова, Кемский уезд Архангельская губерния) — в 1829—1834 годах игумен Русской православной церкви, настоятель Свято-Троицкого Селенгинского монастыря. За ересь в 1834 году был лишён монашества и священничества и навечно сослан в тюрьму Соловецкого монастыря, где и умер после 28 лет заключения.

## Биография

### Ранние годы
Иван Фёдоров родился в семье крестьянина — приписного штатного служителя Паисиева монастыря у города Галича Костромской губернии. Выучившийся в семье грамоте Иван по настоянию отца в 1806—1812 годах обучался малярному делу и живописи в Петербурге. Уже с юношеских лет в нём обнаружилась тяга «углубляться в самого себя и бежать мирской суеты» и искать в монастырях «опытных подвижников и от них научиться жить по Божьему». Весной 1816 года он тайно ушёл из родительского дома поступил в послушники Николо-Бабаевского монастыря Костромской епархии.

### Монашество
В 1817 году в Николо-Бабаевском монастыре принял малый постриг под именем Израиль. Не найдя искомого удовлетворения в монастырском общежитии, он отправился странствовать по монастырям и некоторое время прожил в уединении в землянке в лесах Ярославской губернии. С 8 июля 1821 года монашествовал  в том же Николо-Бабаевском монастыре. Находился под духовным покровительством ректора костромской духовная семинарии архимандрита Макария, позднее известного алтайского миссионера. В 1822 году был переведён в Богоявленский монастырь, а через два года был посвящён в иеродьяконы братства Ипатьевского архиерейского дома. В 1825 году епископом Костромским Самуилом Израиль был возведён в сан иеромонаха. По данным словаря А. А. Половцева, годы послушания Израиля во всех монастырях были отмечены написанными им иконами.
В ответ на просьбу епископа Иркутского и Нерчинского Михаила, обратившегося в Святейший правительствующий синод с ходатайством активизировать православное миссионерское служение среди коренных народов Забайкалья, было решено направить туда достойных священников, свободных от приходских обязанностей. Среди иеромонахов, в скором времени «принесших свою обильную лепту в общую миссионерскую сокровищницу», был и Израиль. 2 марта 1825 года он был переведён из Костромской епархии в селенгинский Троицкий монастырь, основанный в XVII веке на левом берегу Селенги между Байкалом и Верхнеудинском и являвшийся тогда фактическим религиозным центром присоединённого к России края.

### Миссионерская деятельность и игуменство
Ко времени появления Израиля в Забайкалье там было только три православных миссионера, зато активную деятельность развивала протестантская английская миссия, которая использовала значительные материальные возможности для проповеди среди бурятского населения, в том числе, издавая и пытаясь распространять переводы христианских книг.
Учреждённое в 1813 году Российское библейское общество в свою очередь приступило к работе по переводу и изданию Священного Писания на бурят-монгольском языке
. Большая часть тиража отпечатанного в типографии Библейского общества Нового Завета была разослана по регионам Забайкалья. При этом, в августе 1827 года несколько экземпляров книг передали в Иркутск епископу Михаилу (Бурдукову) для тщательной проверки качества перевода. К работе над исправлением возможных ошибок в тексте был приглашён переводчик и преподаватель монгольского языка в Иркутской семинарии, протоиерей А. И. Бобровников, в числе помощников которого оказался и иеромонах Израиль. В 1829 году сличение перевода со славянским текстом было завершено и исправленные книги были отправлены в Петербург издателю.
5 октября 1828 года иеромонах Израиль по поручению епископа Михаила (Бурдукова) постриг пустынника Василия Надежина, основателя Чикойского скита. , причисленного к Свято-Троицкому Селенгинскому монастырю, в монашество под именем Варлаам.
В 1829 году иеромонах Израиль был возведён в звание строителя монастыря. В 1830 году миссионер поселил в монастыре несколько десятков детей из семей, проживавших на монастырских землях и пострадавших от сильного летнего наводнения, уничтожившего в Троицкосавске каждый пятый дом, и организовал для них училище.
Выписка из частного письма Н. Я. БичуринА. Кяхта, 23 августа 1830 г.

…Это наводнение, которое здесь называют потопом. В последние два дня минувшего июля находили с северо-запада перемежающиеся дожди. С 1-го августа река Селенга начала возвышаться и столь быстро, что 4-го числа поднялась уже до 24-х футов выше обыкновенной своей поверхности. Надобно предполагать, что сильные дожди шли более от Кяхты к юго-западу, потому что Селенга совершенно остановила течение побочных рек. Около 20-го числа она только начала упадать (к 22 числу убыль простиралась до 7-ми футов) и в продолжение сего времени между противоположными цепями береговых её гор сверкала одна зеркальная поверхность вод, покрытая чёрными пятнами. Это были верхушки талинных дерев и кустов, обильно растущих по островам и береговым долинам. Сухопутное сообщение между Иркутском и Кяхтою пресеклось. От Верхнеудинска до Байкала, и на последней станции от Кяхты к Селенгинску, по большой дороге плавали в лодках. Торчащие из воды верстовые столбы показывали направление пути. Верхнеудинск почти весь был в воде; по улицам из дома в дом плавали в лодках. Селения, расположенные по Селенге и в устьях побочных рек, большой частью потоплены или снесены водою. Жители, нечаявшие столь высокой воды, успели спасти только скот, а теперь и сами живут в юртах и шалашах по горным возвышениям. Бедствия, причинённые сим наводнением, трудно представить во всем их объеме. Все сенокосы по берегам и островам Селенги, от границы до Байкала, потеряны, потому что скошенные травы унесены водою, а оставшиеся на корне покрыты илом. Равной участи подверглись и хлеба, посеянные близ разлившихся рек. К довершению сих бедствий, должно присовокупить ещё потерю лова омулей, производимого по Селенге в первой половине августа. Известно, что селингинские омули составляют коренную пищу жителей Иркутской губернии, а самый лов доставляет пропитание нескольким тысячам людей обоего пола. Высокая вода отняла средства воспользования сим промыслом.

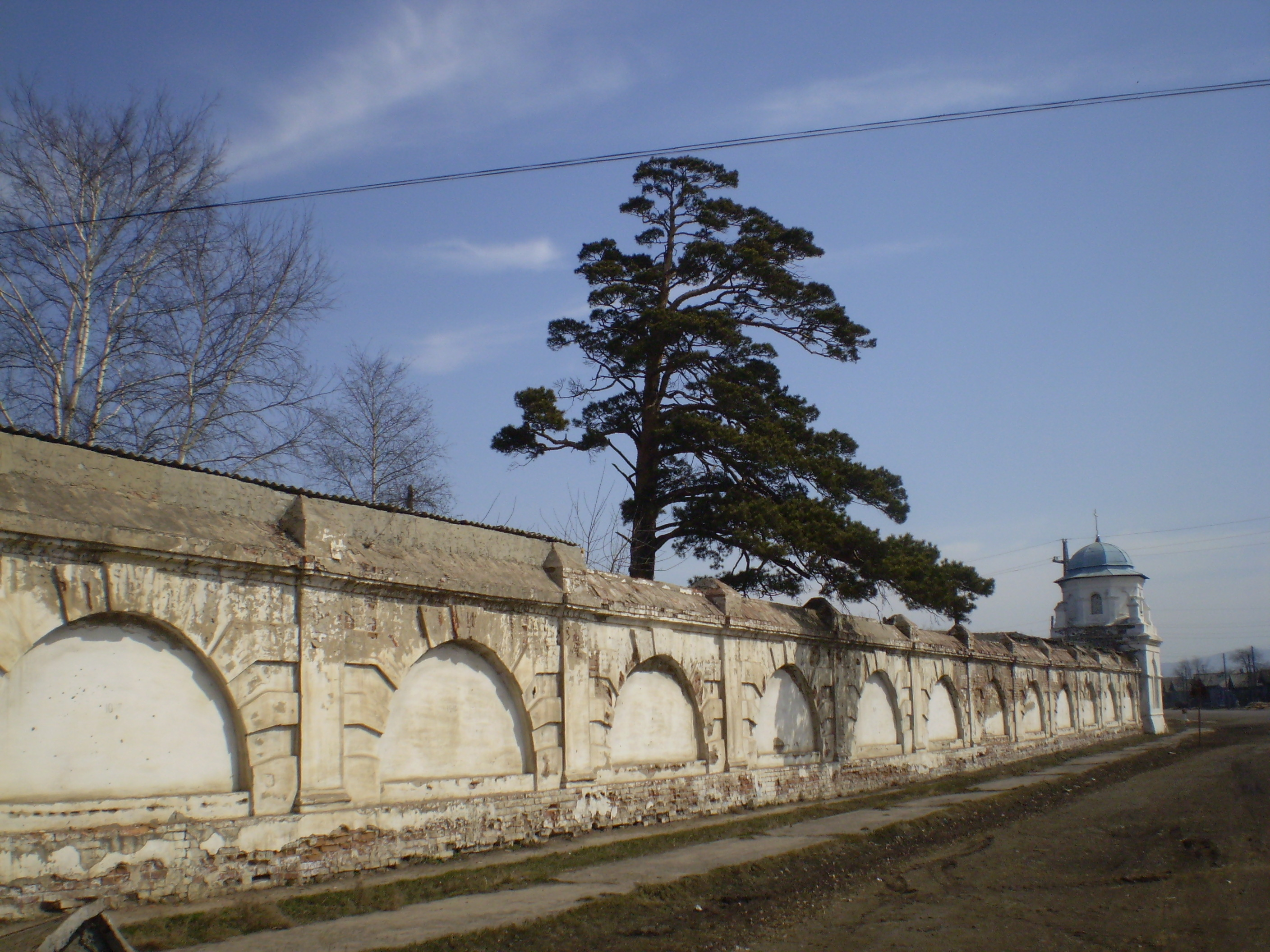
Одна из стен
Свято-Троицкого Селенгинского монастыря

При нём в 1831 году было начато сооружение вокруг обители каменных стен с угловыми башнями вместо полуразрушенной деревянной ограды, построенной в начале XVIII века, когда монастырь был одновременно и оборонительным форпостом.
В 1832 году статус монастыря, бывшего до того за штатом, был повышен до третьего класса, а Израиль был произведён в игумены архиепископом Мелетием (Леонтовичем), назначенным в 1831 году новым руководителем Иркутской епархии. Сохранилось собственноручное письмо от 1 июня 1832 года, написанное уже игуменом Израилем управляющему Чикойским скитом, подведомственным Свято-Троицкому Селенгинскому монастырю, старцу иеромонаху Варлааму.
Не получавший систематического образования, Израиль был начитан, хорошо знал духовную литературу, среди прочих не расставался с книгой «О подражании Христу» католического монаха Фомы Кемпийского. Обладал даром слова и мог увлечь слушателей красноречием. Был определён благочинным монастырей забайкальского края. Совершал инспекторские поездки не только по церквям и монастырям Забайкалья, но не оставлял своим вниманием и место заключения осуждённых декабристов.

### Еретичество
Митрополит Иларион (Алфеев) писал о сектах в истории православия, адепты которых, отвергая некоторые внешние формы церковного богослужения, уверяли, что само «восхождения ума к Богу» определяет возможность воссоединения с Богом.
Идеи мистиков-сектантов оказались довольно популярными в России начала XIX века. Один из идеологов обещанного Александром I общественного переустройства М. М. Сперанский, получивший богословское образование, писал 5 сентября 1804 года епископу Калужскому Феофилакту, что в христианстве «сами обряды потеряли истинный смысл и превратились в мертвую букву», так как истинный христианин «ищет соединения с Христом…, ищет восприять Его в себе, чтобы Он в нём вообразился, жил, действовал, располагал, управлял его мыслями, движениями, волею, словом, чтоб Христос был в нём, а он во Христе».
Сибирский миссионер епископ Мелетий (Якимов) объяснял уход Израиля из Николо-Бабаевского монастыря тем, что расписывая иконы в устроенной в одной из башен мастерской, он устраивал там «самочинные и подозрительные собрания», из-за чего по инициативе настоятеля, архимандрита Анастасия вместе с «соумышленниками» был вынужден покинуть обитель и в годы последовавших странствий мог познакомиться с учениями различных мистических сект.
В Государственном архиве Республики Бурятия (ГАРБ) — фонд № 262 — хранится «Дело об обвинении иеромонаха Израиля в организации еврейской секты в Чикойском монастыре», включающее в себя материалы церковного следствия 1834 года — донесения в консисторию занимавшихся делом священников и протоколы допросов участников религиозных практик Израиля.
Своеволие игумена Израиля в церковных делах было отмечено уже в мае 1832 года, когда духовная консистория установила, что чикойский иеромонах Варлаам, наблюдение за которым было обязанностью игумена Свято-Троицкого Селенгинского монастыря, без предварительного разрешения епархиального архиерея крестил иноверцев и раскольников, не приглашая для того приходских священников и используя святое миро, выданное ему благочинным.
Фанатизм и боговдохновенность умного и начитанного игумена Израиля, который по его словам, восстанавливал истинное древнее богослужение, оказались привлекательными для забайкальских мирян. В 1833—1834 годах на собраниях в доме кяхтинского почётного гражданина Л. К. Молчанова он читал и толковал по-своему древние книги, убеждая слушателей, что Христос и окружавшие его евангельские персонажи воплощаются в участвовавших в богослужениях истинно верующих, причём поимённо назначаемых самим Израилем. Число последователей новоявленного «Ангела светлого», как он себя называл, доходило до 70 человек. Епископ Мелетий (Якимов) писал о сходстве учения Израиля с верованиями секты «духовных христиан». Церковный историк, магистр богословия И. Я. Сырцов называл Израиля духовидцем.
17 февраля 1834 года Израиль приехал в Чикойский скит и в сильном раздражении «за окаменение сердец ваших» запретил Варлааму служить, забрал с церковного престола Евангелие и крест и велел отнести в свои покои. На следующее утро в присутствии Варлаама он провёл богослужение по установленному им обряду прямо в настоятельской келье, в зале которой на стульях сидели «три девицы и три женщины в белых костюмах и несколько лиц мужеского пола». После воскресной службы, на которую в церкви собрались монахи и жители окрестных деревень, Израиль собственноручно «на Царские врата наложил четыре печати и приказал ни чему покровенному им не прикасаться и не совершать литургии».
Выписка из письма Н. Я. Бичурина К П. Л. Шиллингу, 1 марта 1835 г.

...Вы знаете Селенгинский заштатный монастырь, а может быть видали настоятеля сей обители игумена Израиля, который впоследствии произведён в архимандрита. Он хотя не был образован, но считался человеком умным и начитанным. В то время, как Вы находились в Кяхте, он тайно составлял новую веру, в которой восстановил древнее, но его мнению, богослужение. Христос и другие лица, известные по истории сего спасителя, были живые и сам себя он представлял Христосом, дочь Луки Тимофеевича Молчанова имела титул Марии; крестьяне и некоторые из купцов пожалованы были апостолами, так что вся свита забайкальского лжеспасителя состояла почти из 70 чел. Вы слыхали о новой пустыни на кяхтинской границе... В прошлом году на пасхе Израиль пришёл в упомянутую пустынь ночью... начальник сей пустыни, впустил их во двор и в церковь. Израиль пошёл прямо к алтарю, растворил ногою царские двери и, назвав прежние обряды нечестивыми, приказал своим ученикам и спутницам вынести кресты из алтаря и поставить среди церкви, потом сел он на престол и в первый раз всенародно совершил богослужение по новым обрядам; по окончании... отправился в Кяхту для проповедания своего учения. Но как он шёл медленно, то в Троицкославске уже ожидали его -- одни как Христа-спасителя живого, а начальство как ереси начальника. Котельников и некоторые другие кяхтинские купцы уже решились было принять его новое учение, но Николай Матвеевич Игумнов своею решительностью удержал их от сей глупости. Таким образом взято было около 70 чел., представлявших разные святые лица времен Христа Спасителя и уже разосланы по монастырям. Мария Магдалина и сестра её привезены в Казань, а богородица с родителем её Молчановым отвезены куда-то в другое место.

После донесения Варлаама епархиальному начальству ереси начальник Израиль был арестован и в августе 1834 года обвинён (по формулировке словаря Половцева) «во введении нового учения, противного учению святой церкви, в изменении чина божественной литургии и в дерзкой мечтательности о себе».

### Наказание
Историк, исследователь русского сектантства А. С. Пругавин в качестве примера узников монастырских тюрем — основателей и главных деятелей религиозных сект — приводил имя «известного мистика, игумена Селенгинского монастыря Израиля».
По свидетельству М. А. Колчина, который в последней четверти XIX века изучал «секретные дела» узников Соловецкого монастыря, среди них хранилось дело (№ 2,202) «об игумене Израиле за изменение чина св. церкви и распространение своей веры в Сибири 1833 г. ». В приводимой им выписке из указа Синода значилось, что Израиль «бесстрашно» выдавал себя за «истинного сына божьего спасителя мира». В соответствии с этим указом он был отстранён от управления монастырём, лишён «игуменства, священства и монашества» и отправлен навечно в Соловецкий монастырь, чтобы «под присмотром военной стражи» вразумлениями настоятеля Досифея были развеяны заблуждения Израиля о начавшемся в его лице тысячелетнем царствовании Иисуса Христа.

### Подозрение в политической подоплёке
Характеризуя ситуацию в общественной жизни, С. Б. Броневский, много лет служивший в Сибири, в том числе, с 28 сентября 1834 года в должности генерал-губернатора Восточной Сибири, писал, что «мистика везде заметна и, может быть, не без важной политической цели», относя свой вывод к подозрениям на связь игумена Израиля с декабристами.
О посещении — «вероятно на основании особенного предписания» — Израилем декабристов в каземате Д. И. Завалишин написал в своих записках, что тот «был до того озадачен и сбит с толку новыми для него суждениями, что совершенно потерялся и поспешил убраться, прося только позволения прислать письменное своё рассуждение, где какими-то чертежами силился сделать наглядно понятным, „как вода может соединиться с огнём“».
По долгу службы был у декабристов и С. Б. Броневский, который отметил в воспоминаниях, что некоторые из них «предались религиозности, употребляя своё время, главнейше, в молитвах и хождении в Церковь Божию», но намекая на опасность, исходящую от «государственных преступников», добавил, что он «бы мог сказать что-нибудь отдельно о лицах этой категории, но оно не может иметь места без дозволения правительства».
С. Б. Броневский не только увидел в духовных беседах будущих реформаторов скрытую секту «Возрождение Христа», но и высказывал опасение, что «некоторые духовные особы, так же, как их собрат архимандрит Израиль, в это замешены, и что тут заключается политическая цель к изменению в государстве порядка вещей». В июле 1837 года С. Б. Броневский подал донесение начальнику III Отделения с целью убедить Николая I, что следствие по делу о секте Израиля было проведено поверхностно и должно быть пересмотрено, так как «много виновных осталось безгласно и секта тайно продолжает своё действие» не без участия ссыльных декабристов. Броневский уверял, что ересиарх Израиль при общении с государственными преступниками «говорил очень двусмысленное поучение и оставил им речь свою на бумаге, с секретными знаками». По его мнению «тайные злоумышленные общества в известное происшествие увидели ясно своё бессилие и нелепость дерзкого предприятия. Этот урок, конечно, внушил мысль присоединить к себе некоторых духовных особ, ловко могущих действовать на толпу, посредством разных ересей, и расколов…» Николай I повелел учредить «Комитет для рассмотрения предположений Броневского, между прочим и о замеченной им ереси за Байкалом», в работе которого участвовал и обер-прокурор Синода.
Комитет не усмотрел ничего подозрительного во встречах Израиля с заключёнными декабристами, которым тот напомнил «о падении и искушении человека, о любви божией, наказующей и милующей, о кресте, смирении и вечном блаженстве».  В копии оставленного узникам поучения были не «секретные знаки», а только крестообразно написанные слова в поясняющие мистический образ воссоединения «божественного совершенства с ничтожеством человеческим в лице искупителя». В октябре 1837 г. обер-прокурор Сятейшего синода Н. А. Протасов сделал вывод, что в делах духовного управления нет подтверждения «политической якобы цели Израиля».

### Годы в заключении
В 1838 году новый архимандрит Соловецкого монастыря Иларий Иродионов писал обер-прокурору Синода Н. А. Протасову по поводу содержавшихся в монастыре раскольниках, что «хотя участники в сектах раскольнических по оным между собою несогласны, от различия их мудрований, и явные один другого порицатели, но ненависть к нашей святой церкви у них единодушная». Отлучённый от церкви игумен Израиль, бывший одним из самых яростных и непримиримых участников споров по вопросам веры, оказался в числе тех ссыльных мистиков, которые не одного монаха свели «с обычного пути аскетических умствований».
К 1855 году Израиль стал более сдержанным в поведении, но по-прежнему оставался твёрдым в своих убеждениях. Архимандрит Александр, жалуясь в Синод на отсутствия помощника для вразумления еретиков, писал, что невежественные монахи к тому не способны, а более образованные и умные «сами заражаются (что и было к несчастию на опыте)… и это неизлечимая язва, если член братства впадёт в прелесть, согласится поверить еретику». Настоятель предлагал отменить для него тюремный режим с военной охраной и перевести присмотр архипастыря одного из монастырей московской или казанской епархии.

Израиль, бывший игумен Селенгинского монастыря, лишённый игуменства, священства и монашества, от роду 61 год, с 1834 г. мая 29-го.
По высочайшему повелению за введение им новой секты с учением, противным святой нашей церкви, и прочие богопротивные его действия. Заключён навсегда.
Книги читает духовные, ходит в церковь ко всяким службам. Ум имеет с хорошими понятиями, но от высокоумия о себе и лжемудрования  предан духовной прелести, верует, что благодать Божья в нём действовала, и она же спасёт его.
Увещания делаются, но не действуют на него к чистосердечному сознанию преступления его, пристрастен к верованию своим движениям внутреннего духа, по которым он, яко от благодати, по его мнению, происходящим, следовал во всех своих преступных действиях и не сознаёт себя виновным, а правым.
По его скромной жизни и усердию к храму Божию и молитве и что он никому не передаёт своих заблуждений, всегда более молчит, чем разговаривает, можно его переместить в монастырь московской или казанской  епархии, под присмотр одних послушников, где он из уважения  к архипастырям тех губерний может раскаяться совершенно под надзором умного увещевателя.
Июля 28-го дня 1855 г. № 239

В 1858 году статский советник М. С. Пилецкий-Урбанович, бывший сторонник мистического учения Е. Ф. Татариновой и активный участник до 1837 года её духовного кружка, автор известной книги «О скопцах» (1819), просил царя Александра II помиловать томящегося в монастырских застенках Израиля.
На отправленный по этому поводу запрос Синода архимандрит монастыря Мельхиседек (Прудников) 8 апреля 1859 года ответил, что бывший игумен Селенгинского монастыря Израиль до сих пор «находится прелести и крайне опасен для других, … должен быть здесь заключённым навсегда и нельзя его освободить по опасению за будущее». Только в 1862 году очередной архимандрит Соловецкого монастыря Порфирий признал, что Израиль вполне раскаялся в душевных грехах" и обещал, что «в заблуждении пребывать более не намерен».
Ограниченному в денежных средствах Израилю удавалось выписывать некоторые духовные журналы, прочитанное в которых он обсуждал с настоятелем. С особым интересом читал публиковавший материалы в защиту православия и критиковавший отступников от него издаваемый В. И. Аскоченским журнал «Домашняя беседа для народного чтения», который А. И. Герцен называл «духовным журналом иезуитского православного направления».
Однако, Синод не увидел доказательств прихода Израиля «к совершенно правильному пониманию истин веры». Несмотря на ухудшение здоровья и слабость заключённого, его продолжали выводить на работы. Расписывал на лесах стены храма вплоть до августа 1862 года, когда из-за приступа болезни совсем «изнемог и кисти из рук выпали».
69-летний старец скончался 2 ноября 1862 года. Откликнувшаяся на кончину узника газета «Иркутские епархиальные ведомости» писала:
Есть немало знающих покойного старца Израиля в России. Надеемся, что они весть о кончине его примут не без скорби, но и не без радости о том, что Господь удостоил его умереть с истинным покаянием в недрах Православной Церкви, от которой он уклонился было по недоразумению, но всегда ревновал о ней, как истинный сын её.

## Комментарии
1. ↑  По манифесту императрицы Екатерины II от 26 февраля 1764 года о секуляризации церковного имущества штатным монастырям и архиерейским домам было разрешено иметь определённое число штатных служителей, которые в них исполняли разные хозяйственные работы, но иногда и несли церковные и клиросные послушания. Упразднены они были только с отменой крепостного права в 1861 году — Богданова А. В. Штатные служители Соловецкого монастыря (последняя треть XVIII века) // Вестник Северного (Арктического) федерального университета. — Архангельск: 2014. Вып. 5. — С. 5-10.
2. ↑  Свято-Троицкий Селенгинский монастырь был известен также своей тюрьмой с суровыми условиями содержания узников, зачастую безымянных.
3. ↑  Словарь Половцева сопровождил факт открытия Израилем училища следующим комментарием: «12 апреля 1833 г. за самовольное заведение училища сделан был ему выговор».
4. ↑  В ноябре 1835 года Синод разрешил иеромонаху Варлааму, который лжеучением Израиля «прельщён не был», вновь освятить его опечатанный храм
5. ↑  Крест на сопке близ Читы.
Акварель Н. А. БестужеваС. Б. Броневский в своём донесении обращал внимание на часто используемую Израилем эмблему своей ереси — крест — и на то, что в период его игумества кресты были воздвигнуты в приметных местах, «особенно где пребывали государственные преступники». Епископ Нил, возглавивший иркутскую кафедру в апреле 1838 года, посчитал, что это по большей части проявление «чистой набожности, а не символ новейшего ложемудрствования». Исключение составили два креста, поставленные самим Израилем, по мнению епископа «их надо действительно убрать» — // Константинова Т. А. Деятельность православных епископов Иркутской епархии против старообрядцев в конце XVIII — первой половине XIX вв. // Широкогоровские чтения. Материалы научной конференции. — Владивосток: Изд-во Дальневосточного университета, 2001. — 73 с. — C. 39-42.
6. ↑  М. С. Пилецкий-Урбанович в 1811—1813 годах служил надзирателем по учебной и нравственной части в Царскосельском лицее.
7. ↑  Изменение отношения Израиля к архимандриту подтверждалось тем, что летом 1862 года он в торжественных стихах отметил спуск на воду нового монастырского арохода «Надежда» — /Альманах «Соловецкое море». № 7. 2008 г.

## Упоминания Израиля в дореволюционной литературе
- Птицын В. Селенгинская Даурия: очерки Забайкальскаго края; в 2-х частях. — СПб: Экономическая Типо-Литография, Б. Вульфова ул.,23 — 1896 — С: 40, 161-163.
- Сырцов И. Соловецкие колодники — Архангельские епархиальные ведомости, № 21, часть неоф. — 1891 — С: 297-300.
- Сырцов И. К истории мистических сект в Сибири — Тобольские епархиальные ведомости, №№ 13-20 — 1890.
- Максимов С. В. Год на Севере  — 1890 — С: 141-142.
- Завалишин Д. И. Записки декабриста — С: 282-283.
- Шашков С. История русской женщины — СПб: Тип. А.С. Суворина — 1879 — С: 229.
- Кончина узника Израиля — Прибавления к Иркутским епархиальным ведомостям, № 10 — 1863 — С: 123-124.
- Пругавин А. Монастырские тюрьмы в борьбе с сектантством — 1905 — С: 48, 77-78.
- Козьмин Н. Очерки прошлого и настоящего Сибири — 1910 — С: 64-67.
- Мелетий, архим. Пустынник Варлаам — 1875 — С: 8-9, 14, 25-30, 32-33, 35.
- Колчин М. Ссыльные и заточенные в Соловецкий острог — 1908 — С: 23, 48, 100-101, 117-121, 160, 165 .
- Максимов С. В. Сибирь и каторга. Виноватые и обвинённые — 1871 — 209-211.